# Sarosa lutibasis
Sarosa lutibasis är en fjärilsart som beskrevs av George Francis Hampson 1901. Sarosa lutibasis ingår i släktet Sarosa och familjen björnspinnare. Inga underarter finns listade.